# New-York-City-Marathon 1991
Der New-York-City-Marathon 1991 war die 22. Ausgabe der jährlich stattfindenden Laufveranstaltung in New York City, Vereinigte Staaten. Der Marathon fand am 3. November 1991 statt.
Bei den Männern gewann Salvador García in 2:09:28 h und bei den Frauen Liz McColgan in 2:27:32 h.

## Ergebnisse

### Männer
| Platz | Athlet                | Land       | Zeit (h) |
| ----- | --------------------- | ---------- | -------- |
| 01    | Salvador García       | Mexiko     | 2:09:28  |
| 02    | Andrés Espinosa       | Mexiko     | 2:10:00  |
| 03    | Ibrahim Hussein       | Kenia      | 2:11:07  |
| 04    | Peter Maher           | Irland     | 2:11:55  |
| 05    | Isidro Rico           | Mexiko     | 2:11:58  |
| 06    | Rex Wilson            | Neuseeland | 2:12:04  |
| 07    | Daniel Boltz          | Schweiz    | 2:14:36  |
| 08    | Jean-Baptiste Protais | Frankreich | 2:14:54  |
| 09    | John Treacy           | Irland     | 2:15:09  |
| 10    | Peter Renner          | Neuseeland | 2:15:45  |

### Frauen
| Platz | Athletin              | Land                   | Zeit (h) |
| ----- | --------------------- | ---------------------- | -------- |
| 01    | Liz McColgan          | Vereinigtes Königreich | 2:27:32  |
| 02    | Olga Markowa          | Russland               | 2:28:27  |
| 03    | Lisa Ondieki          | Australien             | 2:29:01  |
| 04    | Alena Peterková       | Tschechoslowakei       | 2:30:36  |
| 05    | Ramilja Boerangoelova | Russland               | 2:31:55  |
| 06    | Joan Samuelson        | Vereinigte Staaten     | 2:33:48  |
| 07    | Elena Semyonova       | Ukraine                | 2:36:54  |
| 08    | Elena Murgoci         | Rumänien               | 2:39:49  |
| 09    | Graziella Striuli     | Italien                | 2:40:14  |
| 10    | Carmem de Oliveira    | Brasilien              | 2:41:06  |